# Brignole
Brignole o también Villa Brignole es una fracción de la comuna de Rezzoaglio en el val d'Aveto de la provincia de Génova Italia.
Se encuentra localizada sobre una pequeña altura en las proximidades de la localidad de Molini, dista de la capital comunal (Rezzoaglio) aproximadamente 2 km.

## Geografía física
Ubicada a aproximadamente 750 m s. n. m., Brignole es el sitio de origen del río Libbieto el cual, precisamente al pie de la fracción, se vuelca en el río Aveto. 
La vegetación está caracterizada por la presencia de castaños, nogales, abetos y encinas.
El ecosistema de los bosques se encuentra casi intacto merced a la escasa frecuentación humana debida a la distancia respecto a las principales vías de comunicación y de los centros habitados; así en esta zona se pueden observar búhos, mochuelos, halcones, jabalíes, faisanes, tejones.

## Menciones históricas
La historia de la frazione de Brignole se pierde en la noche de los tiempos: se encuentran restos de construcciones de planta circular datables en torno al año 1000; en efecto, la frazione es citada en un documento del año 1103 con el nombre de loco et fundo Brugnole relativo a una convención entre el abad Anselmo y el preboste Alberto da Pietra Martina (Conventio inter abbatem Anselmum et prepositum Albertum de Petra Martina).
La tradición supone que en Brignole habría nacido la Duquesa de Galliera cuya historia se entrecruza con el linaje noble de los Brignole y por ende con el de los apellidados Sale (Brignole Sale).

## Monumentos y lugares de interés
- Iglesia parroquial de Santa Maria Maggiore; su comunidad parroquial, que como Rezzoaglio forma parte de la diócesis de Tortona, fue separada de la matriz de San Michele Arcangelo di Rezzoaglio en 1921;[2] el edificio de esta iglesia (como el de tantas otras del Mediterráneo occidental europeo) es el de un ecclecticismo en el que se han sobrepuesto con los siglos elementos del románico, del Renacimiento y del barroco.

- Restos de la antigua "casa-torre" medieval que protege el ingreso al poblado; de esta construcción se mantienen visibles las aspilleras (feritoie) a lo largo de la fachada y los palomares (colombaie), estas últimas típicas de las construcciones defensivas del Medioevo.

## Galería fotográfica

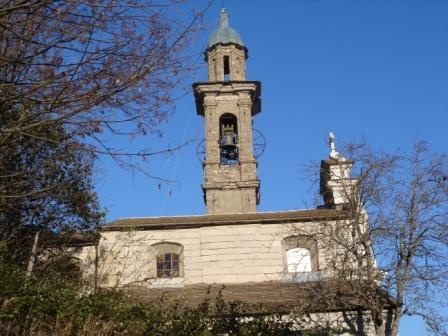
La iglesia de Santa Maria Maggiore (Santa María Mayor)
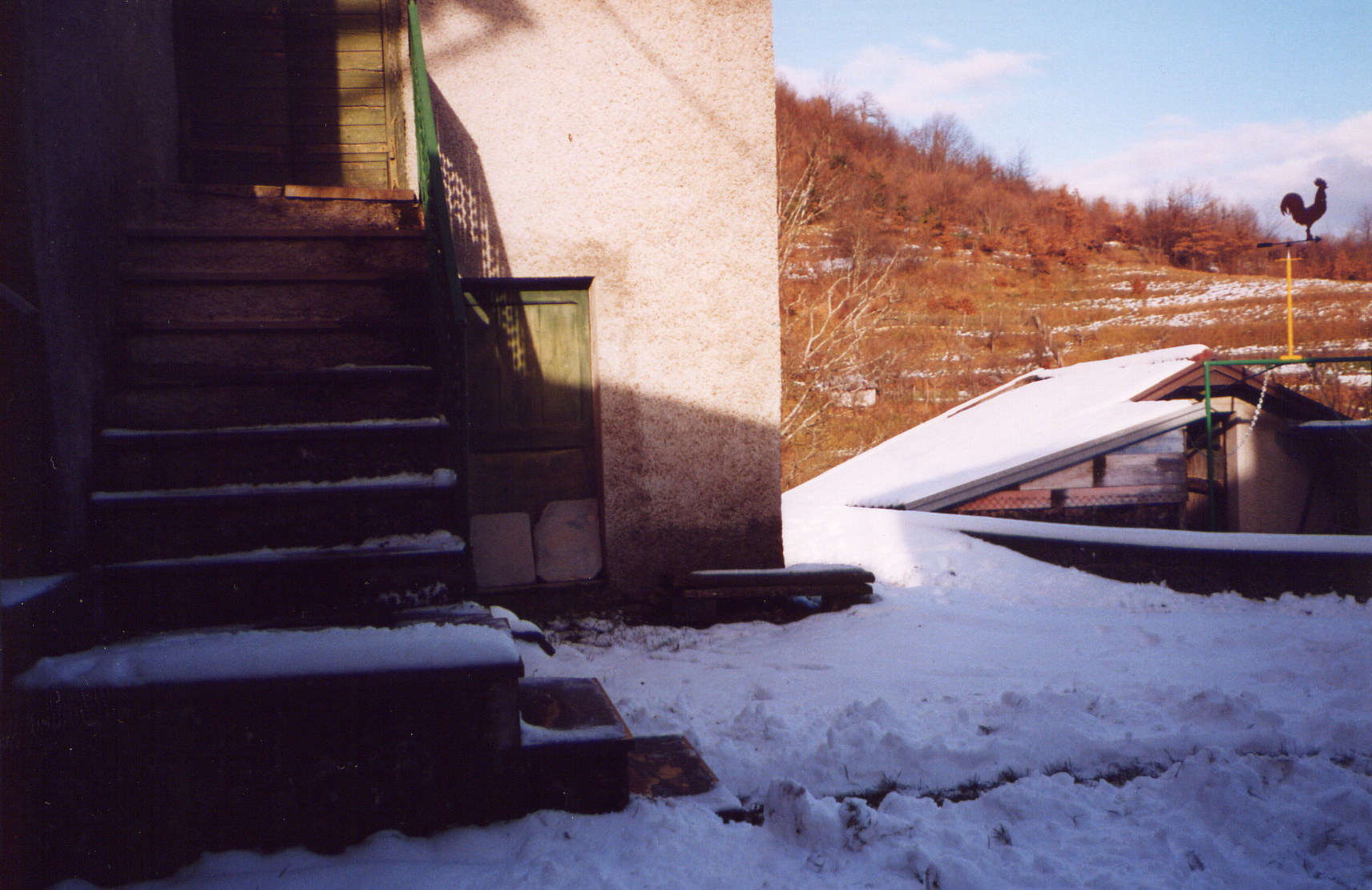
Panorama del frazione de Brignole bajo la nieve.